# Fuchsia coccinea
Las lágrimas coloradas de san Pedro (Fuchsia coccinea) es una planta de la familia Onagraceae.

## Taxonomía
Fuchsia coccinea fue descrita por William Aiton y publicado en Hortus Kewensis 2: 8 1789.
Etimología
Fuchsia: nombre genérico descrito por primera vez por Charles Plumier a finales del siglo XVII, y nombrada en honor del botánico alemán, Leonhart Fuchs (1501-1566).
coccinea: epíteto que significa de color escarlata.
Sinonimia
- Fuchsia elegans Salisb.
- Fuchsia montana Cambess.
- Fuchsia pendula Salisb.
- Nahusia coccinea Schneevoogt
- Skinnera coccinea Moench[2]